# Kozie chrbty
Koordinaten: 49° 2′ N, 20° 10′ O

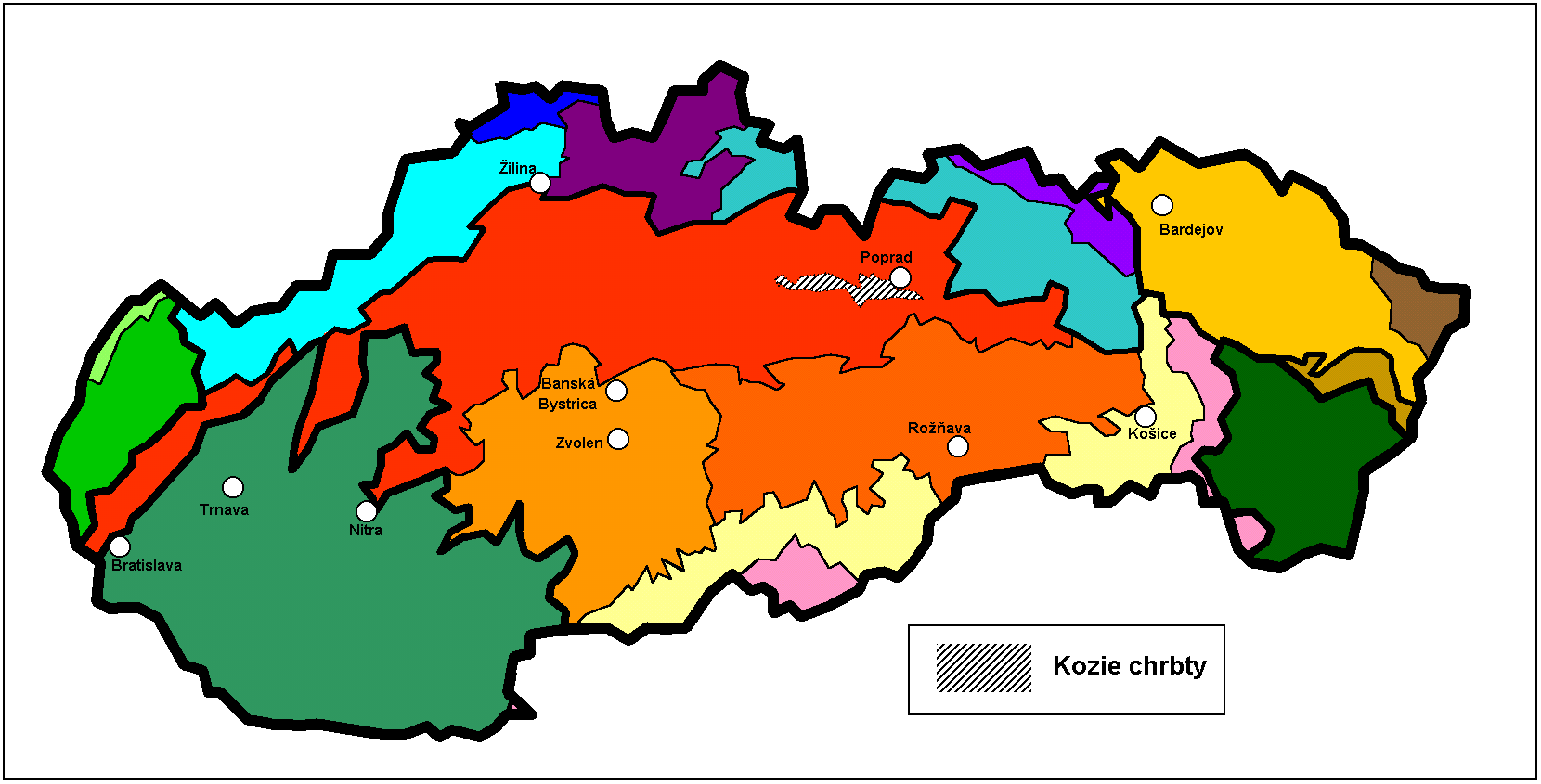
Die Kozie chrbty innerhalb der Geomorphologischen Einteilung der Slowakei

Die Kozie chrbty (deutsch etwa Ziegenkamm oder Ziegenrücken) sind ein Höhenzug in der Slowakei, südlich der Stadt Poprad. Sie werden aus touristischen Gesichtspunkten oft als ein Teil der Niederen Tatra betrachtet, stellen offiziell seit einigen Jahrzehnten jedoch ein eigenes Gebirge dar. Dieses ist Teil des Fatra-Tatra-Gebietes der Inneren Westkarpaten.

## Lage
Das Gebirge erstreckt sich auf einer Länge von ca. 40 km – bei einer Breite von nur ca. 5 km – in west-östlicher-Richtung vom Zusammenfluss der Čierny Váh (Schwarze Waag) und der Biely Váh (Weiße Waag) bei Kráľova Lehota bis etwa zur Ortschaft Spišský Štvrtok. Es wird geomorphologisch in zwei Untereinheiten geteilt, in den westlich gelegenen Važecký chrbát (etwa Kamm von Važec) und Dúbrava (etwa Eichenwald) im Osten.
Begrenzt werden die Kozie chrbty
- im Norden vom Talkessel Podtatranská kotlina,
- im Südosten vom Talkessel Hornádska kotlina,
- im Südwesten von der Niederen Tatra

Der höchste Gipfel ist der Kozí kameň (deutsch Ziegenstein) mit 1255 m. Er ist – wie der gesamte mittlere Abschnitt des Hauptkammes – Teil der Europäischen Wasserscheide zwischen Ostsee und Mittelmeer. Von hydrogeographischer Bedeutung ist weiterhin der vom Berg Krahulec nach Süden abzweigende Kamm, der bis zum Gipfel Kráľova hoľa in der Niederen Tatra zieht und der die Einzugsgebiete der Donau-Nebenflüsse Váh (Waag) und Theiß voneinander trennt.

## Naturschutz
Der westliche Teil des Gebirges gehört zum Nationalpark Niedere Tatra (NAPANT) bzw. dessen Schutzgebiet. Darüber hinaus sind einige Naturgebilde unter besonderen Schutz gestellt:
- Turková
- Hranovnická dubina
- Prímovské skaly
- Gánovské travertiny
- Važecká jaskyňa

## Wirtschaft

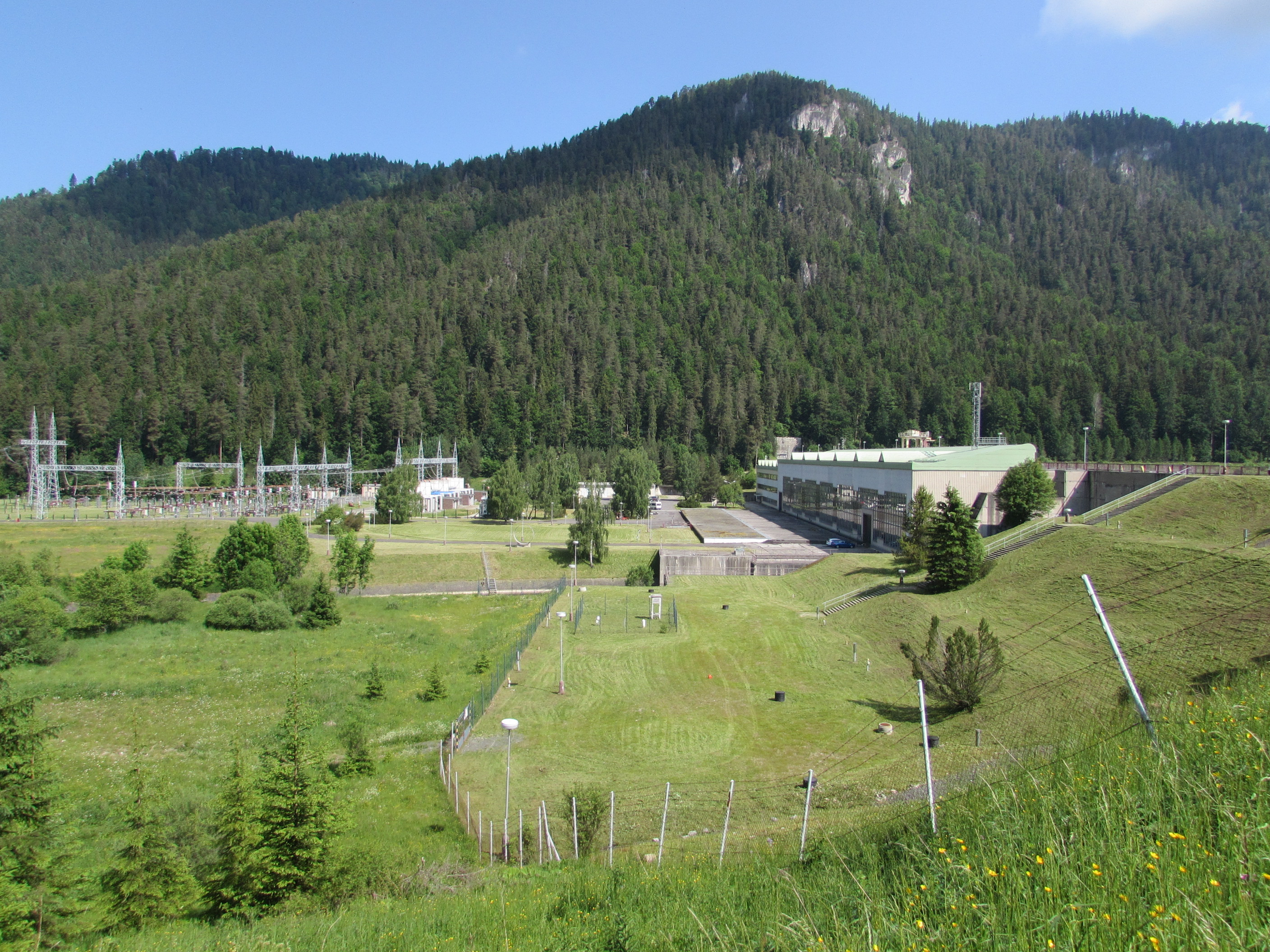
Wasserkraftwerk am Stausee Čierny Váh

Von größter Bedeutung in dem überwiegend von Nadelwald bedeckten Höhenzug ist die Forstwirtschaft. In jüngster Zeit sind die Kozie chrbty wegen des geplanten Abbaus von Uranerz in die Diskussion der slowakischen Öffentlichkeit gekommen.
In der Gemeinde liegt der Stausee und das Pumpspeicherwerk Čierny Váh. Der See wird vom gleichnamigen Fluss gespeist.

## Tourismus
Der Fremdenverkehr spielt in den Kozie chrbty, in deren unmittelbarer Nähe die Hohe und die Niedere Tatra sowie das Slowakische Paradies liegen, nur eine untergeordnete Rolle. Die bekannteste Sehenswürdigkeit ist die Höhle Važecká jaskyňa. Es gibt eine Reihe markierter Wanderwege, die u. a. auf den Kozí kameň führen. Ein früher dort vorhandener Triangulations- und Aussichtsturm stürzte im Jahre 1964 ein.

Bedeutendstes touristisches Zentrum ist das Tal Lopušná dolina südwestlich von Svit mit Unterkünften und Skilifts.

## Bedeutende Erhebungen
- Kozí kameň (Ziegenstein), 1255 m
- Turková, 1179 m
- Poláková, 1172 m
- Rígel, 1009 m
- Zámčisko (Schlösschen), 912 m

## Einige Ortschaften in der Umgebung
- Poprad
- Svit
- Šuňava
- Važec
- Kráľova Lehota
- Hranovnica
- Spišský Štvrtok
- Liptovská Teplička